# Allergoloog
Een allergoloog is een gespecialiseerde internist die zich bezighoudt met de diagnostiek en behandeling van allergieën.

## Allergische gevoeligheden
Hieronder volgt een (incomplete) lijst van gevoeligheden die de allergoloog kan zien:
- astma
- anafylaxis
- beroepsallergie
- contactallergie (voor bijvoorbeeld nikkel)
- eczeem
- geneesmiddelenallergie
- hooikoorts
- huisdierenallergie
- huisstofmijtallergie
- urticaria
- Voedselallergie en voedselintolerantie

## Opleiding
Het vakgebied allergologie is een subspecialisme van Interne geneeskunde en heeft vele raakvlakken met andere specialismen. Na de opleiding geneeskunde, waarna men basisarts is, duurt de opleiding 6 jaar, waarvan 4 jaar interne geneeskunde en 2 jaar allergologie-immunologie. Opleidingscentra in Nederland zijn Erasmus MC te Rotterdam en UMCG te Groningen.